# Diviziunea de recensământ 14, Alberta
Diviziunea de recensământ din provincia canadiană Alberta cuprinde:
- Cities (Orașe)

- Towns (Localități urbane)
  - Edson
  - Hinton

- Villages (Sate)

- Summer villages (Sate de vacanță)

- Municipal districts (Districte municipale)
  - Yellowhead County
- Improvement districts (Teritorii neîncorporate)
  - Improvement District No. 25 (Willmore Wilderness Park)
- Indian reserves (Rezervații indiene)